# Província Oriental do Rio da Prata
A Província Oriental do Rio da Prata, foi uma divisão administrativa da Liga Federal e posteriormente das Províncias Unidas do Rio da Prata, cuja criação foi reivindicada por José Gervasio Artigas em 1813 e sancionada oficialmente pelo diretor supremo Gervasio Antonio de Posadas em 1814.
```
   |-
       |
Erro:
:  
valor não especificado para "
nome_comum
"
```

Durante sua existência, o poder de Artigas estava se consolidando dentro da província, cujas ideias federalistas logo colidiram com as tendências unitárias do governo de Buenos Aires. A situação de conflito acabou por favorecer os objetivos portugueses que, depois da criação do Reino Unido de Portugal, Brasil e Algarve, empreenderam a invasão do território provincial em 1816 para instalar o seu próprio governo e criar a Província Cisplatina, anexada ao reino português e ao Império do Brasil após a independência.
Em 19 de abril de 1825 ocorreu o desembarque dos Trinta e Três Orientais, que recuperaram o controle da maior parte da província, reintegrando-a às Províncias Unidas. A reação imperial provocou a Guerra da Cisplatina, que após a oposição brasileira e as pressões inglesas deram como resultado a criação de um Estado soberano com o nome de Estado Oriental do Uruguai.
A província compreendia a Banda Oriental, que é o território localizado ao leste do rio Uruguai e na margem norte do Rio da Prata, até os limites com os domínios portugueses. Em termos administrativos correspondia-se aos territórios do Governo Militar de Montevidéu, a Intendência de Buenos Aires e o Governo dos Trinta Povos das Missões. Esta última, seu território compreendia desde o norte do rio Negro até as Missões Orientais inclusive, embora nominalmente, já que estas eram ocupadas pelos portugueses desde 1801.

## História

#### Antecedentes
Durante o governo colonial espanhol, o território da Banda Oriental estava dividido administrativamente entre o governo de Montevidéu, que incluía a cidade regional mais importante e seus arredores, a intendência de Buenos Aires e o governo das Missões Guaranis. A área foi disputada durante séculos por espanhóis e portugueses, que em 1680 fundaram a cidade de Colonia del Sacramento para estabelecer um ponto firme para suas reivindicações territoriais, que datam do Tratado de Tordesillas de 1494; a praça converteu-se num centro de contrabando que danificou o comércio espanhol. A presença portuguesa e paulista na região desencadeou uma série de guerras e tratados entre os dois impérios coloniais, até que, em 1775, o rei Carlos III decidiu eliminar o problema e organizou uma expedição, sob as ordens de Pedro de Cevallos, que conseguiu a tarefa de se apropriar da cidade. O tratado posterior de San Ildefonso estabeleceu brevemente as fronteiras entre Espanha e Portugal na América.
Em 1801, durante a guerra das laranjas, o Bandeirante português José Borges do Canto ocupou o território das Missões Orientais, localizadas ao leste do rio Uruguai, e a nova situação foi ratificada pelo tratado de Badajoz. Além disso, depois da Revolução de Maio em 1811, o Príncipe Regente de Portugal, Juan de Braganza, enviou uma força expedicionária de 4000 homens, comandada por Diego de Souza, para ajudar o vice-rei designado Francisco Javier de Elío, assediado em Montevidéu; o armistício entre revolucionários e espanhóis e o posterior acordo Rademaker-Herrera, muito desejado pelo embaixador britânico lord Strangford, obrigou o exército invasor a regressar às fronteiras brasileiras.
Enquanto suas milícias participavam do cerco do exército realista barricado em Montevidéu, José Gervasio Artigas ditou suas instruções aos delegados da Banda Oriental encarregados de participar da Assembléia Constituinte de 1813 das Províncias Unidas do Rio da Prata; entre estes estava o pedido para a criação de uma "Província Oriental" que incluísse os territórios entre o rio Uruguai e o Atlântico. A nova entidade deveria ter retido todos os poderes não expressamente delegados à administração central.
Artigo 8: O território que ocupam estes povos desde a costa oriental do Uruguai até a fortaleza de Santa Teresa, formam uma província denominante "A Província Oriental".
Artigo 9: Que os 7 Povos de Missões, os de Batoví, Santa Tecla, San Rafael e Tacuarembó que hoje ocupam injustamente os Portugueses e a seu tempo devem reclamar-se serão em todo tempo território desta Província.
Depois de uma série de eventos controversos, incluindo o fracasso de Buenos Aires em aceitar os deputados enviados por Artigas, em 7 de março de 1814, um decreto do Diretor Supremo das Províncias Unidas, Gervasio Antonio de Posadas, criou formalmente o Governo Intendência Oriental do Rio de la Plata, que nos fatos já existia por obra de Artigas; contrariamente ao solicitado pelo caudillo oriental, no entanto, foi-lhe atribuído um governador-intendente eleito de Buenos Aires. Devido à situação política da província, o decreto não fixou a capital da mesma:
A resistência de Artigas ao poder unitário do Diretório logo se estendeu às províncias vizinhas de Corrientes e Entre Ríos, que também foram criadas recentemente, e resultou em uma guerra civil aberta. As dificuldades encontradas para controlar o território logo levaram os líderes de Buenos Aires a retirar suas tropas em fevereiro de 1815. A província não compareceu ao Congresso de Tucumán, no qual o novo estado deveria ter-se formado.
Junto com as demais províncias da Liga Federal, seus deputados participaram do Congresso do Oriente convocado por Artigas em Concepción do Uruguai, que em 29 de junho de 1815 proclamou a unidade federal de todos os povos e independência não só da Espanha mas de todo poder estrangeiro.

## Ocupação portuguesa de territórios orientais
Em 1816, a situação geral em que se encontravam as Províncias Unidas do Rio da Prata favorecia os latentes objetivos portugueses. No Rio de Janeiro, o príncipe regente, que se tornou rei depois da morte de sua mãe Maria, decretou o nascimento do Reino Unido de Portugal, Brasil e Algarves; os portugueses então, que já desde o Brasil vinham ocupando territórios hispânicos em 1801, tinham decidido anexar-se toda a Banda Oriental apoiados por alguns unitários de Buenos Aires, motivados pela animosidade que lhes despertava o federal José Gervasio de Artigas. Uma vez que efetivamente a província se tornou independente das Províncias Unidas, João VI aproveitou as guerras civis no Rio de la Plata para anexar um território que sempre tinha sido reivindicado.
Desde 16 de dezembro de 1815, a corte portuguesa -instalada no Rio de Janeiro desde 1808- conseguiria o reconhecimento mundial do novo Reino Unido de Portugal, Brasil e Algarve, e sua operação de conquista do território cisplatina (segundo contexto brasileiro) Começaria em 28 de agosto de 1816, quando a vanguarda do exército de Carlos Federico Lecor, comandado pelo marechal Pintos de Araujo Correa, invadiu a Fortaleza de Santa Teresa, localizada na costa atlântica da província rioplatense.
Outras forças no citado ano se acantonaram no rio Quareim, pelo norte, ficando atrás a fronteira no rio Ibicuí. Em 4 de janeiro de 1817 Lecor ocupou a cidade de Maldonado, fazendo contato com a esquadrilha portuguesa do conde de Viana, João Manuel de Menezes, acertando as operações para a tomada de Montevidéu e estabelecendo seu quartel-general de operações no cerro Pan de Azúcar. Depois do ocorrido, o general Bernardo da Silveira conseguiu forçar o site imposto por Juan Antonio Lavalleja. Lecor pôde controlar as costas e o território oriental a sul do rio Negro em Setembro do mesmo ano.
Montevidéu capitulou em 20 de janeiro de 1817. Ao mesmo tempo, umas tropas luso-brasileiras iam dominando o norte da província até o rio Arapey. No ano 1819 dominava todo o território meridional do rio Negro, assim como a margem oriental do rio Uruguai. Finalmente terminaram por ocupar a bacia do Tacuarembó e o território residual artiguista Charrúa do centro do país, em 1820; após a derrota de Andrés Latorre na batalha de Tacuarembó Artigas deixou de continuar a guerra contra os portugueses.
Lecor começou a reorganizar as formas de governo existentes imediatamente após a ocupação de Montevidéu, assumindo o cargo de capitão geral e cercando-se de personalidades orientais dispostas a colaborar. Depois de um período de precaução, devido ao temor da chegada de uma expedição da Espanha que, no entanto, foi abortada devido ao pronunciamento de Rafael del Riego, Lecor favoreceu a criação de uma assembleia de notáveis pró-brasileiros (Congresso Cisplatino) que em 19 de julho de 1821 solicitou a anexação ao Reino Unido de Portugal, Brasil e Algarves; em 31 de julho, depois de obter o consentimento do Rio de Janeiro, o congresso sancionou a anexação e decretou a adoção do nome de "Província Cisplatina" para a nova unidade administrativa. Com a independência do Brasil, a província mais tarde tornou-se parte do novo império. 
A denominação de "Provincia Cisplatina" foi também a que se manteve durante a ocupação brasileira da mesma entre 1822 e 1825 (embora ainda fosse utilizada nominalmente por parte do império, até 18 de dezembro de 1828).